# Alkanna trichophila
Alkanna trichophila är en strävbladig växtart som beskrevs av Hub.-mor. Alkanna trichophila ingår i släktet Alkanna och familjen strävbladiga växter. Inga underarter finns listade i Catalogue of Life.

## Bildgalleri

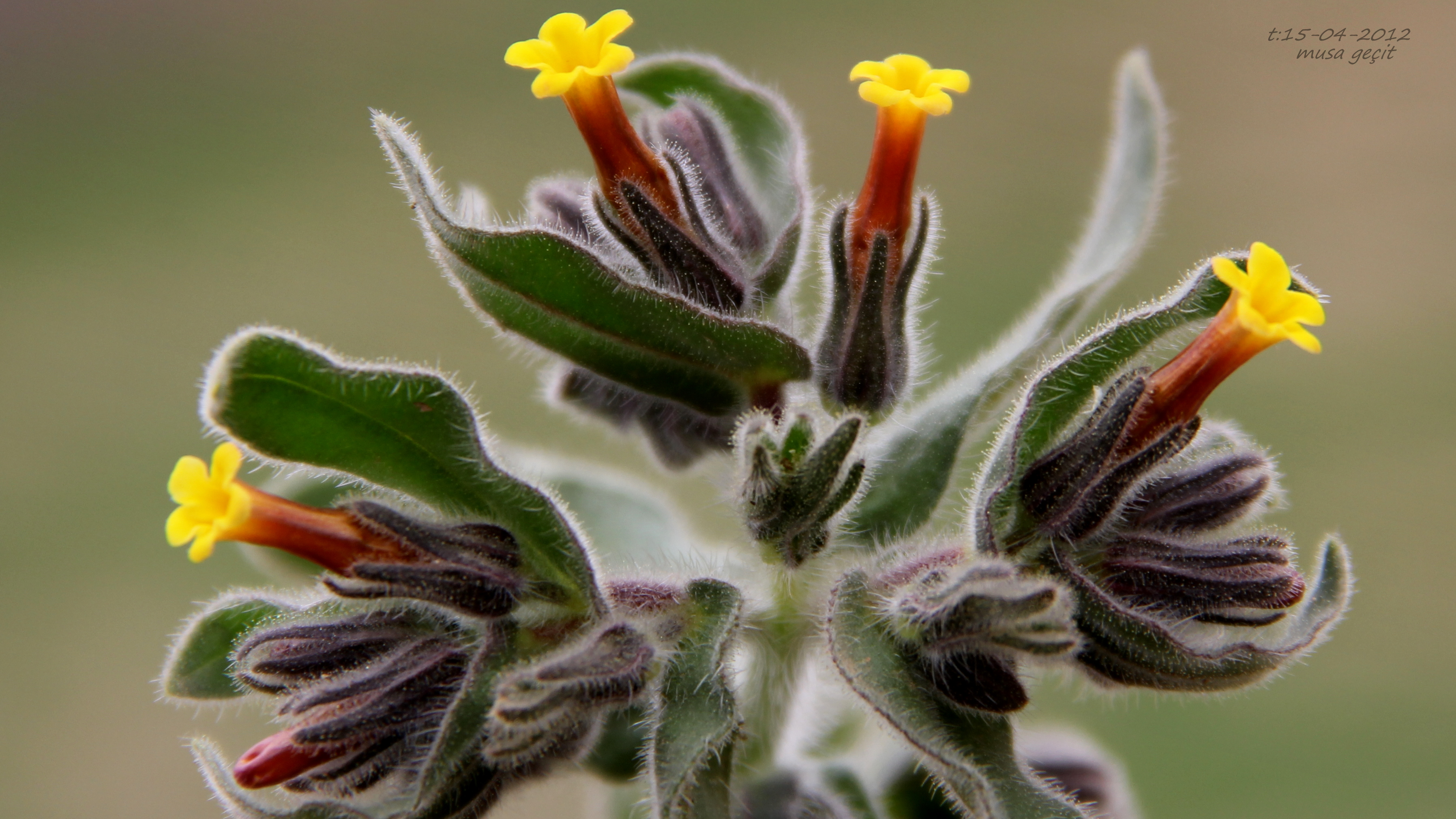